# 傅利沙
傅利沙（1934年3月1日—2024年5月23日），加拿大卑詩省政治人物，卑詩社會信用黨籍，曾於1983至1991年間擔任卑詩省省議會議員，代表溫哥華南選區。
他於1990至1991年間擔任卑詩省律政廳長。1991年省長溫德心辭職後，傅利沙參選卑詩社會信用黨臨時黨魁（若當選即自動署理省長），但在黨團投票中以17比21落敗。在省議會任職期間，他還曾任專上教育廳長（1986年）及法務廳長（1989至1990年）。傅利沙於2024年5月23日逝世，享耆壽90歲。